# یواس‌اس جیکوب جونز (دی‌دی-۱۳۰)
یواس‌اس جیکوب جونز (دی‌دی-۱۳۰) (به انگلیسی: USS Jacob Jones (DD-130)) یک زیردریایی بود که طول آن 314 ft 5 in (95.83 m) بود. این زیردریایی  در سال ۱۹۱۸ ساخته شد.